# Сибирские пашенные крестьяне
Сибирские па́шенные крестья́не — государственные крестьяне в России, обрабатывающие казённые (государственные) пашни в Сибирских землях.
С конца XVI века пашенный крестьянин получал в личное пользование участок земли (собинную пашню) при условии обработки казённого поля, с которого брался продуктовый оброк (отсыпной хлеб) в казну. С 1769 года в Сибири для пашенных крестьян обработка казённой земли была заменена денежным оброком.
Пашенные крестьяне с XVIII века вошли в категорию государственных крестьян и были лично свободными.

## История пашенных крестьян
Государевы крестьяне назывались пашенными, потому что на их обязанности лежала обработка казенной земли для «государевых надобностей». Только с половины XVII века некоторых городских пашенных крестьян разрешено было отпускать на оброк. На протяжении XVII века численно преобладали пашенные крестьяне: в 1697 г. соотношение пашенных и оброчных крестьян в целом по Сибири было 80 % к 20 %. Крестьяне, вышедшие на оброк, платили по 20 четвертей ржи и 20 четвертей овса за выть и «в том прибыли и убыли для государевой казны» не было сравнительно с «пахотной повинностью».

«… ДЕСЯТИННАЯ ГОСУДАРЕВА ПАШНЯ — казенная пашня, которую обрабатывали государевы пашенные крестьяне и дворцовые крестьяне в порядке феодальной повинности. Была распространена главным образом в Сибири, а также в южных районах России и на дворцовых землях. …»

После первой ревизии они были обложены подушной податью по 71 1/2 коп. с души. К 1819 г. она возросла до 3 руб. 30 коп. К концу царствования Александра I оброк составлял от 7 руб. 50 коп. до 10 руб. на ассигнации, смотря по местности. Зачастую сибирские крестьяне платили оброк и деньгами, и хлебом.